# Binodoxys solitarius
Binodoxys solitarius är en stekelart som först beskrevs av Jaroslav Stary 1983.  Binodoxys solitarius ingår i släktet Binodoxys och familjen bracksteklar. Inga underarter finns listade.